# Міхаель Деррер

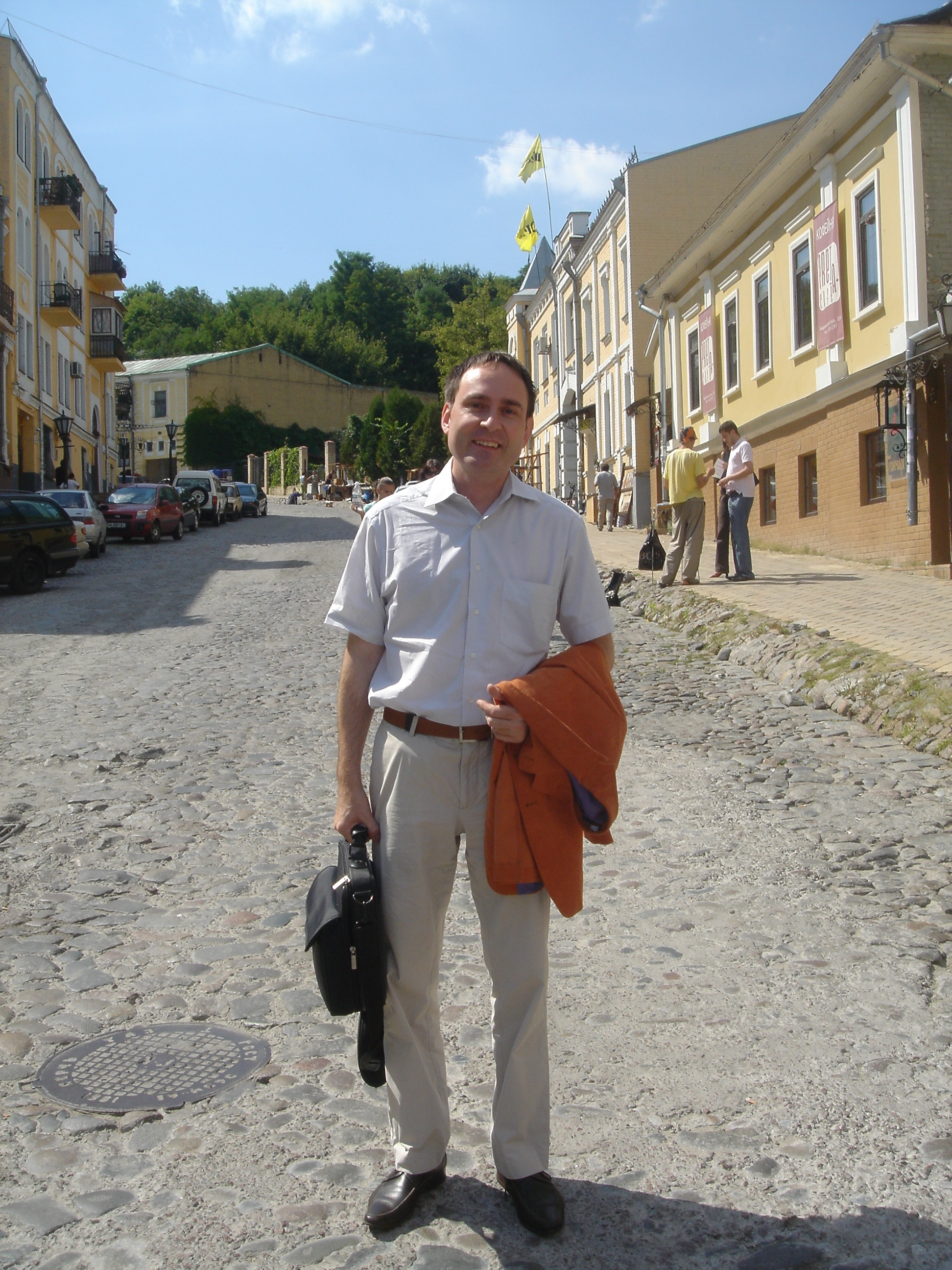
Michael Derrer у Києві (2006)

Міхаель Деррер (нар. 10 листопада 1967) — швейцарський професор, почесний суддя і консультант з питань країн Східної Європи.

## Біографія
Міхаель Деррер [Архівовано 28 червня 2021 у Wayback Machine.] народився у Мьоліні біля Базеля. Він вивчав політологію (ліцензіат) в університеті Лозанни, економічну політику (магістр) в Женевському університеті і дидактику економіки (дипл.) в Північно-західному університеті прикладних наук. Деррер вільно володіє російською, румунською та польською мовами, а також розмовляє українською. Для Університету Фрібура і Швейцарського міністерства економіки він керував проектом підтримки східноєвропейських країн з 1997 по 2007 рік. У цій функції він співпрацював з різними підприємствами та університетами в Україні та жив у Києві. Основне заняття Міхаеля Деррера — професор економічної соціології, гетеродоксальної економіки і економіки Східної Європи в Університеті прикладних наук та мистецтв Люцерна [Архівовано 3 липня 2021 у Wayback Machine.]. Він проводить дослідження неформальних практик в бізнесі в Росії і Україні і того, як швейцарські компанії справляються з мало знайомими для них явищами. З цією темою він зіткнувся у своїй роботі в якості бізнес-консультанта, а також в якості перекладача в Швейцарському Федеральному Кримінальному Суді. Він прихильник реформування викладання економіки в сенсі плюралістичної економіки і конструктивістської дидактики економіки, а також викладає і досліджує менш відомі традиції економічного мислення як інституціоналізм, георгізм і дістрібутізм. Він директор міжнародного фестивалю економічних фільмів «All about Economy» [Архівовано 26 березня 2022 у Wayback Machine.], який проводиться тричі на рік в країнах Східної Європи.

## Судова посада і політика
У 2012 році Деррер був обраний окружним суддею у Райнфельдені і переобраний у 2016 і 2020 роках. Він представляє Ліберально-зелену партію. Міхаель Деррер виступив ініціатором Асоціації швейцарських почесних і спеціалізованих суддів [Архівовано 15 квітня 2022 у Wayback Machine.], яка сьогодні налічує понад 100 членів. Деррер вважається експертом з питань східної Європи і виступає в швейцарських медіях з питань України, Росії, Румунії та Польщі. Спираючись на свій досвід роботи в якості спеціалізованого перекладача, він успішно виступав на підтримку багатомовності шляхом обов'язкового шкільного мовного обміну і критикував недостатній професіоналізм перекладачів в швейцарській судовій системі. Деррер підтримує політичні ініціативи для зниження оподаткування на дохід від роботи і від підприємницького успіху, і за збільшення податків на спадщину і спекулятивні доходи. Скарга Деррера з приводу передбачуваної дезінформації влади про ініціативу суверенних грошей була частково підтримана Федеральним верховним судом.

## Вебпосилання (іншими мовами)
- Літературні праці Міхаеля Деррера та статті про нього [Архівовано 28 червня 2021 у Wayback Machine.] в бібліографічній базі даних WorldCat
- Вебсайт Міхаеля Деррера [Архівовано 15 червня 2021 у Wayback Machine.]
- Асоціація швейцарських почесних і спеціалізованих суддів [Архівовано 15 квітня 2022 у Wayback Machine.]
- Персональна сторінка в Університеті прикладних наук Люцерна [Архівовано 28 червня 2021 у Wayback Machine.]